# Привет героям!
«Привет героям!» — советский чёрно-белый мультфильм, посвящённый подвигам советских лётчиков и полярников. Режиссёрский дебют Бориса Дёжкина и Геннадия Филиппова. Фильм не сохранился.

## Создатели
| сценарий                           | Павел Герман                                    |
| режиссёры и художники-постановщики | Борис Дёжкин, Геннадий Филиппов, Николай Воинов |
| композитор                         | Александр Варламов                              |

## История создания
Фильм был создан в 1937 году во время героической челюскинской эпопеи.
Узнав о предстоящем возвращении в Москву героев легендарной экспедиции, молодой художник Борис Дёжкин загорелся желанием сделать посвящённый им фильм. Его желание разделили художник Г. Филиппов и оператор Н. Воинов. Они «начали готовить мультипликационное приветствие полярникам, не предусмотренное студийными планами».

Сначала пошли к писателю П. Герману и попросили срочно написать сценарий и слова к песне. Предупредили, что пока это всё бесплатно. П. Герман согласился и быстро написали то и другое. Тогда мультипликаторы-энтузиасты пошли к композитору А. Варламову, который на тех же началах написал музыку. Затем художники засели дома и стали рисовать.   
— Ольга Абольник, Дёжкин Борис. — В кн.: Режиссёры и художники советского мультипликационного кино. — М., 1984

## Сюжет
Используя форму сказки, фильм рассказывает о героических советских полярниках и лётчиках.
По свидетельству О. Абольник «в картине действовали моржи, белые медведи и другие полярные жители, гостеприимно встречающие героев на своей суровой родине». Заканчивался фильм эпизодом, когда персонажи устанавливают красный флаг на Северном полюсе.

## О мультфильме
Кинокритик Ольга Абольник писала, что «картина их, возникшая как патриотический порыв художников, была хорошо принята и студией и зрителями».
Ольга Деревянкина назвала фильм «любопытным откликом на знаменитую историю о полетах героев-лётчиков челюскинцев».